# Legenda Neagră
Legenda Neagră (în spaniolă La Leyenda Negra) este o descriere a spaniolilor drept niște indivizi însetați de sânge, cruzi, intoleranți, lacomi și fanatici.
„Legenda” a fost publicată în anul 1914, în cartea La leyenda negra y la verdad histórica (Legenda Neagră și adevărul istoric), în care autorul său, Julián Juderías, descria perioada de dominare a Spaniei imperialiste și revizuia, din perspectiva religiei sale protestante, rolul istoric al Inchiziției.
Robert P. Lockwood, director de comunicare al Diocezei Pittsburgh, contrazice punctul de vedere al lui Julián Juderías, afirmând că:
După ce monarhia a abolit Inchiziția Spaniolă în secolul al XIX-lea, și odată cu dezvoltarea studiilor istorice bazate pe cercetare și nu pe propagandă, începe să-și facă loc încet-încet în cărțile de istorie o imagine mai aproape de adevăr în privința Inchiziției Spaniole. Deși nu reprezintă o parte a istoriei sale cu care Biserica să se poată mândri, Inchiziția Spaniolă poate fi cu greu considerată acea “legendă neagră” care încă mai bântuie imaginația populară. Istoria creată pe baza polemicilor Reformei nu este istorie. Este doar o legendă urbană catolică.
Istoricul spaniol Alfredo Alvar Ezquerra definea noțiunea de „legendă neagră” ca fiind:
„... distorsionarea atentă a istoriei unei națiuni, perpetuată de inamicii ei, pentru a o învinge. O distorsionare cât mai monstruoasă posibil, cu scopul de a atinge un anumit scop: descalificarea morală a unei națiuni (…) în orice mod posibil”.